# 遠藤栄
遠藤 栄（えんどう さかえ、1906年3月17日 - 1997年6月）は、愛知県南設楽郡新城町（現・新城市）出身の詩人・児童文学作家。児童文学同人誌『若木』を主催。
1947年（昭和22年）から1967年（昭和42年）まで三好町立三好中学校で教員を務めながら画家としても活動した遠藤稲子は妹。遠藤栄の詩「逝く春」をイメージした油彩の大作「逝く春」なども描いている。

## 経歴

### 幼少期
1906年（明治39年）3月17日、愛知県南設楽郡新城町（現・新城市）に生まれた。父は駐在所の巡査を務めていた遠藤寅吉、母はたい。姉に君代、妹に稲子がいる。明治末期には新城町からたいの故郷である岡崎市に転居し、1912年（大正元年）に岡崎で尋常小学校に入学した。同年12月には父の寅吉が享年49で死去した。遠藤栄は幼少時から文学に親しみ、小学校1年生の時には大型絵本『少年白虎隊』を読んだ。小学校6年生の時には「綴り方」の授業を好み、渡辺崋山の生き方に興味を持った。高等小学校の卒業後には岡崎市立商業補習学校（現・愛知県立岡崎商業高等学校）に入学した。

### 戦前の創作活動
1926年（昭和元年）に商業補習学校を卒業して岡崎市内の銀行に就職したが、20歳の時にポリオ（急性灰白髄炎）に感染したことがきっかけで銀行を退職した。1927年（昭和2年）には友人とともに短歌同人誌『細民街』を発行し、病気の悩みや悲しみを短歌に託した。1931年（昭和6年）6月には歌集『暗愁』の私家版を発行し、児童文学作家の小川未明から「静かに燃える炎、冷たく澄んだ空の下に咲く赤い花」という感想をもらった。
1936年（昭和11年）5月、蘆谷蘆村が率いる日本童話協会が『日本童話集』を発行した際には、島崎藤村、相馬御風、浜田広介、小川未明などと並んで遠藤栄の創作童話「立上る」が収録された。1937年（昭和12年）2月には児童文学の同人誌『童心の花』を発行した。1938年（昭和13年）には詩集『若い友に』を上梓したが、特高警察からアナーキズムの発現を指摘されて没収された。
1940年（昭和15年）頃には詩人の野村吉哉が主宰する「童話時代」に参加し、同年7月には回覧誌『兄弟』第15号の編集を担当した。同年秋に愛知郡天白村八事（現・名古屋市天白区）に転居した。1942年（昭和17年）7月、東京の出版社から童話集『兵隊さんと花』が出版された。1943年（昭和18年）4月には四海書房から渡辺崋山の伝記『渡辺登の生涯』が出版され、同年8月には清水書房から童話集『子どもの町』が出版された。太平洋戦争の戦局が悪化した1944年（昭和19年）には、妹の遠藤稲子とともに西加茂郡三好村（現・みよし市）大字三好上に疎開した。

### 戦後の創作活動
戦後の1945年（昭和20年）11月、短歌を中心とする一般文芸同人誌『銀河』を創刊した。三好町出身の歌人である石川恒夫、天田愚庵の研究者でもある中野菊男なども『銀河』に寄稿している。1948年（昭和23年）には詩集『人類の意思をたずねて』の私家版を発行した。1950年（昭和25年）5月には児童文学同人誌『若木』を創刊し、童話作家の花岡大学から評論を寄せられたこともあった。1953年（昭和28年）には西加茂郡三好町弥栄に住居を新築した。1954年（昭和29年）頃には第24号をもって『若木』を休刊させている。
1960年（昭和35年）12月、54歳の時には母のたいが享年84で死去した。1961年（昭和36年）10月には童謡・童詩集『かあさん花』の私家版を発行し、毎日新聞の学芸欄で「悲しい時に泣き、うれしい時に笑う自然の感情を万葉集のさきもりの歌に見いだしてやさしい現代語訳を試みている。素朴な人間感情をゆたかに再現して印象に残る」と評された。
59歳だった1965年（昭和40年）には『若木』を復刊させ、創作童話・詩・同様・書評などを発表した。1971年（昭和46年）には中部日本文学会が発行した『日本児童文学選集』に創作童話「パカンの万年筆」が収録された。1972年（昭和47年）には良寛の和歌の口語訳などの『スミレと鉢の子』の私家版を発行した。1974年（昭和49年）には詩人の原田直友や児童文学作家の羽曽部忠が主宰するぎんやんまの同人となった。同年には童謡詩集『来なかった魔法使い』の私家版を発行した。72歳だった1978年（昭和53年）には『若木』の発行を第49号で終えたが、1950年（昭和25年）の創刊からの通刊は73号だった。
1983年（昭和58年）11月、短詩集『天女の涙』の私家版を発行した。1984年（昭和59年）7月、現代少年詩集編集委員会による『現代少年詩集84'』に「六等席の駑馬」が収録された。1985年（昭和60年）、個人雑誌『青い雲』の発行を開始し、86歳となる1992年（平成4年）11月まで年2回の発行を続けた。1996年（平成8年）、童謡詩集『虹の橋』の私家版を発行した。1997年（平成9年）6月に死去した。享年92。

### 死去後

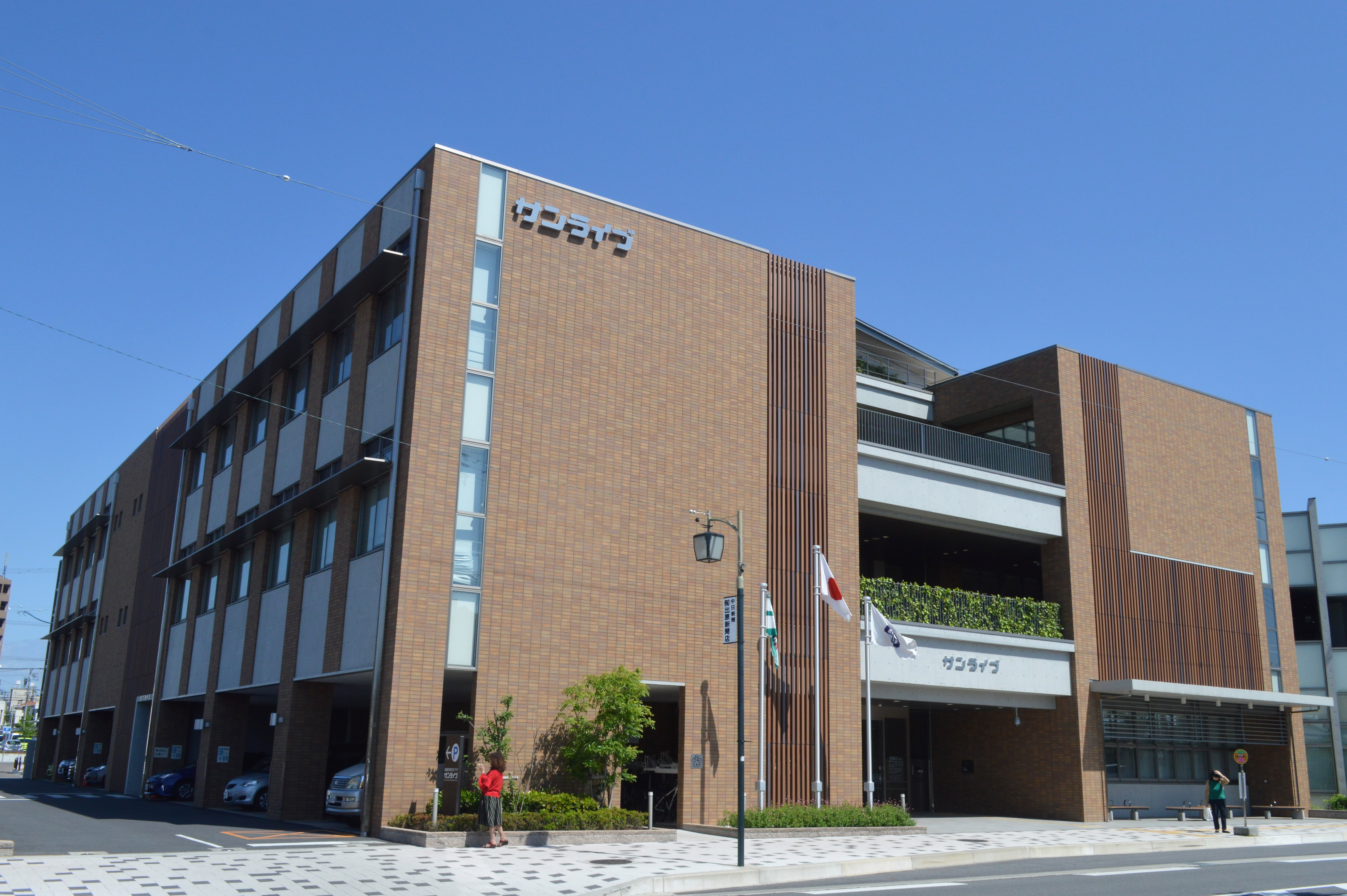
遠藤栄の特設コーナーがあるみよし市立中央図書館

2016年（平成28年）にみよし市立中央図書館が移転開館する際には、記念事業として遠藤栄の作品集が発刊された。2017年（平成29年）2月にはみよし市図書館学習交流プラザ「サンライブ」で遠藤栄と遠藤稲子の特集企画展が開催された。

## 著作
- 1931年（昭和6年） - 歌集『暗愁』（私家版）
- 1942年（昭和17年） - 童話集『兵隊さんと花』出版社名不明
- 1943年（昭和18年） - 伝記『渡辺登の生涯』四海書房
- 1943年（昭和18年） - 童話集『子どもの町』清水書房
- 1948年（昭和23年） - 詩集『人類の意思をたずねて』（私家版）
- 1961年（昭和36年） - 童謡・童詩集『かあさん花』（私家版）
- 1972年（昭和47年） - 『スミレと鉢の子』（私家版）
- 1974年（昭和49年） - 童謡詩集『来なかった魔法使い』（私家版）
- 1983年（昭和58年） - 短詩集『天女の涙』（私家版）
- 1996年（平成8年） - 童謡詩集『虹の橋』（私家版）